# 中岡京平
中岡 京平（なかおか きょうへい、1954年11月11日 - ）は日本の脚本家。福岡県福岡市出身。

## 人物
3歳の頃、長野県飯田市に転居。高校卒業後に上京、アルバイトの傍ら、独学でシナリオを習得。

## 来歴
1977年、「夏の栄光」で第3回城戸賞受賞。作品は、藤田敏八監督で、「帰らざる日々」と改題されて映画化。本作品で、1979年4月、第2回日本アカデミー賞最優秀脚本賞に23歳、最年少でノミネート。京都映画祭では、脚本賞受賞。
プロデビューは、その前作、三浦友和の主演作品「残照」（東宝、河崎義祐監督）。その後、映画を中心にして、シリアスな作品からコメディタッチの作品まで幅広く、数多くの作品を残す。
現在は、オリジナル作品は勿論、松本清張作品など、2時間ミステリーの脚本を多く手懸ける一方で、日本脚本家連盟のライターズスクール、日本映画学校（ゲスト講師）などで、「現役プロが教える脚本」授業を展開、その熱心なスタイルに師事する生徒も少なくない。
現在の活動は主に、日本脚本家連盟ライターズスクール/脚本家教室 本科及び研修科講師（通信教育担当部長・連盟理事）。
また、『ドラマ/2010年1月号～エッセイ/書きたいものを書く』より、公式HPにて、生徒の要望から個別のシナリオ塾も開講している。

## 主な脚本作品

### 映画
- 「残照」　（1978年4月、東宝、河崎義祐監督、主演：三浦友和）
- 「帰らざる日々」原作、脚本　（1978年8月、日活、藤田敏八監督、出演：永島敏行、江藤潤、浅野真弓、竹田かほり）
- 「ハワイアン・ラブ　危険なハネムーン」　(1978年、にっかつ)
- 「九月の空」　（1978年、松竹、山根成之監督、原作：高橋三千綱）
- 「不良少年」　（1980年、東映、後藤幸一監督）
- 「夜明けのランナー」原作、監督・脚本　　(1983年、東宝 、主演：渡辺徹)
- 「プルメリアの伝説 天国のキッス」　(1983年、東宝、主演：松田聖子)
- 「ザ・オーディション」　(1984年、東宝東和)
- 「生きてみたいもう一度　新宿バス放火事件」　(1985年、主演：桃井かおり)
- 「チェッカーズSONG FOR U.S.A.」　(1986年、東宝)
- 「螢川」　(1987年、松竹、監督:須川栄三、撮影:姫田真佐久、出演：三國連太郎、十朱幸代、原作：宮本輝)※文部省選定作品
- 「この胸のときめきを」原案・脚本　（1988年、監督：和泉聖治 ）
- 「座頭市」　(1989年、監督：勝新太郎、原作 子母沢寛、出演：勝新太郎、緒形拳、樋口可南子)※勝新太郎の製作、監督、脚本、主演による座頭市シリーズの最終26作目の作品
- 「人間の砂漠」　(1990年)
- 「花の季節」　(1990年)
- 「ハートブレイクは昨日まで」（V） 監督（1991年、東芝映像ソフト、出演：大杉漣）
- 「白昼の処刑」 (V) （1992年、東映ビデオ）
- 「イルカに逢える日」　(1994年、監督：和泉聖治)
- 「天使のウィンク　日光猿軍団」　(1995年)
- 「風の歌が聴きたい」　(1998年、大林宣彦監督、出演：天宮良、中江有里)
- 「三毛猫ホームズの推理　〈ディレクターズ・カット〉」　(1998年、監督：大林宣彦、主演：陣内孝則、原作：赤川次郎 )
- 「不良少年（ヤンキー）の夢」　(2005年、主演：松山ケンイチ、原作：義家弘介 )

### テレビ
- 「ある誘拐（愛児誘拐!）裁かれる刑事」（1978年、土曜ワイド劇場、監督:須川栄三）
- 「黒岩重吾シリーズ　裂けた星」（1980年、MBS、原作：黒岩重吾）
- 「五月の街」（1980年、東芝日曜劇場、主演：山田五十鈴）
- 「影を追いつめろ」（1980年、CX)
- 「誰かが死んでいた」（1982年、火曜サスペンス劇場）
- 「炎の記憶」（1982年、火曜サスペンス劇場）
- 「遺書を送った女　あなたのご主人を殺して私も死にます」（1983年、火曜サスペンス劇場、監督：恩地日出夫、出演：桃井かおり）
- 「夏の話題作シリーズ3　キタタキ絶滅」（1983年、火曜サスペンス劇場）
- 「帰郷 妻が消えた」（1984年、火曜サスペンス劇場、監督：恩地日出夫、主演：山﨑努）
- 「聖夜に愛が死んだ」（1984年、火曜サスペンス劇場）
- 「七年目の報酬」（1985年、金曜女のドラマスペシャル）
- 「ハーフポテトな俺たち」（1985/10/09～1985/12/25、NTV水曜連続ドラマ、主演：中山秀征、主題歌：レベッカ、「ガールズ・ブラボー」 ）
- 「招かざる訪問者」（1985年、CX：金曜女のドラマスペシャル、主演：桃井かおり）
- 「隣人同志」(1986年、木曜ゴールデンドラマ）
- 「歌姫マリアの危険なツアー」（1987年、火曜サスペンス劇場）
- 「あぶない二人 ハウスマヌカン故郷に帰る」（1987年、金曜女のドラマスペシャル、主演：桃井かおり、監督：和泉聖治）
- 「ザ・ブス－人呼んで幻の背中美人　今夜はワタシが主役」（1987年、水曜ドラマスペシャル、主演：山田邦子）
- 「六本木ダンディー・おみやさん」（1987/10/09～1987/12/25、主演：緒形拳、原作：石ノ森章太郎

「草壁署迷宮課おみやさん」）
- 「名無しの探偵シリーズ(4)　愛の死角」（1988年、火曜サスペンス劇場、主演：緒形拳）
- 「六月の花嫁シリーズ　ヴァージンロード」（1989年、火曜サスペンス劇場）
- 「望郷　15年前に故郷を捨てた男の死」（1989年、火曜サスペンス劇場、出演：有森也実、財津一郎）
- 「美しい嘘つけますか」（1990/06/14～1990/07/12、木曜ドラマ）
- 「犬が狙われた! 僕のヤマトは誰にも渡さない、少年と犬の命をかけた逃亡劇」（1991年、水曜グランドロマン）
- 「失踪」（1991年、火曜サスペンス劇場）
- 「六月の花嫁シリーズ　二着のウェディングドレス」（1992年、火曜サスペンス劇場）
- 「たった一人」（1992年、不思議サスペンス、原作：宮部みゆき）
- 「未青年」（1993年、火曜サスペンス劇場、出演：宮崎ますみ）
- 「森村誠一サスペンス 飼い主のいない孤独」（1994年、土曜ワイド劇場、原作：森村誠一）
- 「湯けむり仲居純情日記4」（1994年、月曜ドラマスペシャル）
- 「冬の旅情サスペンス 北都殺人紀行 血塗られたウェディングドレス!!花嫁に残された謎の鍵」（1995年、土曜ワイド劇場）
- 「下町女占い師　清香姐さんの人情事件簿 暗い森が呼んでいる」（1995年、土曜ワイド劇場）
- 「刑事追う!（最終回）」（1996/04/08～1996/09/23、TX月曜連続ドラマ、主演：役所広司、監督：市川崑）
- 「鑑定人、神崎竜治（1）極意は心にあり」（1996年、金曜エンタテイメント、主演：山﨑努）
- 「三毛猫ホームズの推理 女子大寮連続殺人！密室トリックの謎!（シリーズ第一作）」（1996年、ドラマスペシャル、監督：大林宣彦）
- 「女検事霞夕子 執念 時効は許さない!」（1997年、火曜サスペンス劇場、原作：夏樹静子）
- 「鑑定人・神崎竜治（2）極意は片想いにあり」（1997年、金曜エンタテイメント、主演：山崎努）
- 「グルメミステリー 女出張料理人が行く!!」（1997年、金曜エンタテイメント、主演：泉ピン子）
- 「山村美紗サスペンス 京都清水坂殺人事件 女検視官江夏冬子シリーズ　絞殺死体が握る清水焼　秘められた情念が呼ぶ連続殺人!!」（1997年、月曜ドラマスペシャル）
- 「山村美紗サスペンス 京都冬化粧殺人事件 雪降る古都を襲う連続猟奇殺人?」（1998年、月曜ドラマスペシャル）
- 「阿蘇火の国幽女伝説殺人事件 赤い手毬の糸に巻かれた死体!」（1998年、月曜ドラマスペシャル）
- 「山村美紗サスペンス 検視官江夏冬子シリーズ 京都奥瑳峨殺人絵巻」（1998年、月曜ドラマスペシャル）
- 「実録!迷宮入り事件簿シリーズ（1）ニセ夜間金庫の謎」（1998年、金曜エンタテイメント、主演：橋爪功）
- 「検事霞夕子シリーズ 早朝の手紙」（1999年、火曜サスペンス劇場、原作：夏樹静子）
- 「山村美紗サスペンス 検視官江夏冬子シリーズ4 京都宵山殺人事件」（1999年、月曜ドラマスペシャル）
- 「山村美紗サスペンス 検視官江夏冬子シリーズ5 京都慕い雛殺人事件」（2000年、月曜ドラマスペシャル）
- 「松本清張特別企画　ガラスの城」（2001年、女と愛とミステリー、監督：関本郁夫、主演：岸本加世子、原作：松本清張）
- 「山村美紗サスペンス 検視官江夏冬子シリーズ6　京都女人伝説殺人事件」（2001年、月曜ドラマスペシャル）
- 「15年目の夏 水道検針員、時効寸前の殺人逃亡犯の妹をかくまう姉の真意」（2001年、火曜サスペンス劇場、出演：内藤剛志、手塚理美）
- 「京都金沢殺人事件シリーズ2 京都金沢舌切り雀殺人事件」（2002年、火曜サスペンス劇場、監督：齋藤光正）
- 「検事沢木正夫シリーズ 公訴取消し」（2002年、月曜ミステリー劇場、主演：榎木孝明、原作：小杉健治）
- 「パートタイム探偵」（2002年、女と愛とミステリー、監督：三池崇史、主演：松坂慶子）
- 「さすらい署長 風間昭平シリーズ2　こまち田沢湖殺人事件」（2004年、女と愛とミステリー、監督：関本郁夫、主演：北大路欣也、原作：中津文彦）
- 「二通の手紙」（2004年、火曜サスペンス劇場、主演：柴田恭兵）
- 「検事沢木正夫シリーズ 殺意の分岐点」（2004年、月曜ミステリー劇場、主演：榎木孝明、原作：小杉健治）
- 「松本清張特別企画 渡された場面」（2005年、水曜ミステリー9、監督：杉村六郎、主演：三浦友和、原作：松本清張）
- 「さすらい署長 風間昭平シリーズ3 えちご恋人岬殺人事件」（2005年、女と愛とミステリー、監督：関本郁夫、主演：北大路欣也、原作：中津文彦）
- 「芸者小春姐さん奮闘記1 向島・謎の血文字事件」（2005年、水曜ミステリー9、主演：十朱幸代）
- 「さすらい署長 風間昭平シリーズ4 とやま地獄谷殺人事件」（2006年、女と愛とミステリー、監督：関本郁夫、主演：北大路欣也、原作：中津文彦）
- 「芸者小春姐さん奮闘記2　赤い折鶴殺人事件」（2006年、水曜ミステリー9、主演：十朱幸代）
- 「検事沢木正夫シリーズ2　公訴取消し」（2006年、月曜ゴールデン、監督：杉村六郎、主演：榎木孝明、原作：小杉健治）
- 「となりのクレーマー」（2008年、新春スペシャル・ドラマ、主演：筧利夫）

### ラジオ
- 「九里子とリン」 （NHK、放送1979.11.24、演出：古川仁、出演：山田五十鈴・尾藤イサオ・島村佳江・清水一行　）

## 著書
- 「夜明けのランナー」　集英社、コバルト文庫シリーズ 1983
- 「プルメリアの伝説―天国のキッス」 集英社、コバルト文庫シリーズ 1983
- 「午後のフェアリィ」　集英社、コバルト文庫シリーズ 1986